# One Slip
One Slip è un singolo del gruppo musicale britannico Pink Floyd, pubblicato nel 1988.

## Descrizione
Quarta traccia del disco, il brano è stato scritto da David Gilmour e Phil Manzanera. L'album prende il titolo da una strofa del testo di questa canzone.
È stato pubblicato inizialmente come b-side del singolo Learning to Fly ma è stato successivamente distribuito come singolo vero e proprio per il mercato britannico, dove ha avuto un discreto successo.

## Esecuzioni dal vivo
One Slip è stata l'ultima canzone dell'album ad essere stata eseguita dal gruppo durante il A Momentary Lapse of Reason Tour 1987-89. Essa però è stata successivamente riproposta per il tour di The Division Bell del 1994.

## Video musicale
Il videoclip del pezzo è un filmato d'epoca del 1930 in cui si vede un aereo che vola che si alterna con un concerto dei Pink Floyd del 1988.

## Tracce
7"
- Lato A

1. One Slip – 5:09

- Lato B

1. Terminal Frost – 6:15

12"
- Lato A

1. One Slip – 5:09

- Lato B

1. Terminal Frost – 6:15
2. Dogs of War – 7:17

## Formazione
Gruppo
- David Gilmour – chitarra, voce
- Rick Wright – tastiera

Altri musicisti
- Tony Levin – basso
- Jon Carin, Bob Ezrin – tastiere
- Jim Keltner – batteria, percussioni

## Classifiche
| Classifica (1988)             | Posizione massima |
| ----------------------------- | ----------------- |
| Regno Unito                   | 50                |
| Stati Uniti (mainstream rock) | 5                 |